# Dalbergia gilbertii
Dalbergia gilbertii là một loài thực vật có hoa trong họ Đậu. Loài này được Cronquist miêu tả khoa học đầu tiên.